# Berlinale 1973
La Berlinale 1973 était la 23e édition du festival du film de Berlin, qui s'est déroulée du 22 juin 1973 au 3 juillet 1973.

## Jury
- David Robinson (Président du jury)
- Freddy Buache
- Hiram Garcia Borja
- Eberhard Hauff
- Harish Khanna
- Paul Moor
- Walter Müller-Bringmann
- René Thévenet
- Paolo Valmarana

## Sélections

### Compétition
La sélection officielle en compétition se compose de 20 films.
- The 14 de David Hemmings[1]
- La Belladone de la tristesse d'Eiichi Yamamoto[2]
- Between Friends de Donald Shebib[2]
- The Blockhouse de Clive Rees[2]
- La Fille en bleu (U-Turn) de George Kaczender[2]
- Georgia, Georgia de Stig Björkman[2]
- Le Grand Blond avec une chaussure noire d'Yves Robert[1]
- Il n'y a pas de fumée sans feu d'André Cayatte[1]
- Angela (Love Comes Quietly) de Nikolai van der Heyde[2]
- Malicia (Malizia) de Salvatore Samperi[2]
- Les Noces rouges de Claude Chabrol[2]
- La propriété, c'est plus le vol (La proprietà non è più un furto) d'Elio Petri[2]
- Die Sachverständigen de Norbert Kückelmann[1]
- Seom gaeguli manse de Jung Jin-woo[2]
- Los siete locos de Leopoldo Torre Nilsson[1]
- La Tendresse des loups (Die Zärtlichkeit der Wölfe) d'Ulli Lommel[2]
- Tonnerres lointains (Ashani Sanket) de Satyajit Ray[1]
- Toute nudité sera châtiée (Toda Nudez Será Castigada) d'Arnaldo Jabor[1]
- Les Voyeurs (Metzitzim) d'Uri Zohar[2]
- Parle, petite muette (Habla, mudita) de Manuel Gutiérrez Aragón[3],[source insuffisante]

### Courts métrages
- Biografija Jozefa Sulca de Predrag Golubović[1]
- Colter's Hell de Robin Lehman[1]
- Sova d'Aleksandar Ilić[1]

## Palmarès
- Ours d'or : Tonnerres lointains de Satyajit Ray
- Ours d'argent (Grand prix du jury) : Il n'y a pas de fumée sans feu d'André Cayatte